# David Armstrong
David Bradley Armstrong (Arlington, Massachusetts, 24 de maig de 1954 - Los Angeles, Califòrnia, 25 d'octubre de 2014) va ser un fotògraf estatunidenc, conegut pel potent homoerotisme dels seus retrats masculins. Va treballar sovint per a revistes de moda.
Fill de Robert i Irma Armstrong. Va ser alumne de l'acadèmia del Museu de Belles Arts de Boston entre 1974 i 1978. Va ingressar amb interès per aprendre a pintar, però aviat va canviar a la fotografia gràcies a la influència de Nan Goldin, amiga seva des dels catorze anys i companya d'estudis. Va freqüentar també la universitat privada Cooper Union i va obtenir el títol de Bachelor of Fine Arts per la Universitat Tufts (1988).
En la dècada de 1970, Armstrong va estar relacionat amb l'escola de Boston, que incloïa artistes com Nan Goldin, Mark Morrisroe i Jack Pierson. La seva estètica es distingia per la seva predilecció per retrats íntims realitzats amb colors saturats. Amb Goldin, es va especialitzar en un tipus de fotografia improvisada, molt natural, el lema de la qual era point-and-shoot (apuntar i disparar). Armstrong va cridar l'atenció de la crítica pels seus retrats masculins, en els quals emprava com a models als seus amants i amics, plasmats amb un enfocament molt nítid. Armstrong era obertament homosexual i això es reflecteix en l'homoerotisme de bona part de la seva obra.
El 1981 va participar en l'exposició New York/New Wave al MoMA PS1, on va mostrar una sèrie de retrats en blanc i negre.
En la dècada de 1990 va mostrar també gran interès per la fotografia de paisatges, en els quals elimina tota referència de presència humana (no apareixen llums o vehicles) i que contrasten amb la seva afició pel retrat. Els seus paisatges rurals i urbans són els protagonistes del seu llibre All Day, Every Day (2002). El 1996 va col·laborar amb la comissària Elisabeth Sussman, responsable de fotografia del Museu Whitney d'Art Americà, per organitzar la primera exposició retrospectiva consagrada a Nan Goldin al museu. Aquesta institució té entre els seus fons nombroses obres d'Armstrong.
Les fotografies d'Armstrong es van publicar a Vogue Paris, L'Uomo Vogue, Arena Homme +, GQ, Self Service, Another Man, Japanese Vogue, Wonderland, Vogue Hommes i Purple. Va realitzar treballs per empreses publicitàries de Zegna, René Lezard, Kenneth Cole, Burberry, Puma o Barbara Bui.
Armstrong vivia en un apartament-estudi del barri de Brooklyn (Nova York), situat en el número 615 de l'avinguda Jefferson. Aquesta adreça va donar títol a un dels seus llibres de fotografies.

## Publicacions d'Armstrong
- David Armstrong y Nan Goldin: A Double Life Scalo, 1994.
- David Armstrong: The Silver Cord, Scalo, 1997.
- David Armstrong: All Day, Every Day Scalo, 2002.
- David Armstrong: 615 Jefferson Ave, Damiani, 2011.
- David Armstrong: Night and Day, Morel, 2012.